# Элизиум (группа)
«Эли́зиум» — российская рок-группа из Нижнего Новгорода, основанная её бас-гитаристом и лидером Дмитрием Кузнецовым в 1995 году.
За время существования группы в её составе сменилось множество участников; помимо её лидера Дмитрия Кузнецова, наиболее старым из них, остающимся в группе до сих пор, является вокалист Александр Телехов (в составе с 1997). В настоящее время[когда?] в составе «Элизиума» также играет виолончелист и клавишник Егор Баранов, барабанщик Максим Бурмаков (сменил Алексея Кузнецова, игравшего в группе с 2001 по 2015 год) и трубач Антон Причинок (с 2021). Гитаристом «Элизиума» с 2004 по 2015 год был Кирилл Крылов; затем, до 2022 года, его место занимал Александр Легасов.
Группа «Элизиум» была популярна в Нижнем Новгороде в ранние годы выступлений, а после выпуска своего второго альбома «Все острова!» стала одним из ведущих исполнителей панк-рока в России. Бывшие участники «Элизиума» создали несколько сторонних проектов, в том числе имевшие значительный успех группы «Лампасы» и «Блондинка КсЮ». «Элизиум» часто даёт совместные концерты с другими рок-коллективами, а также стал первым российским исполнителем, выступившим с зарубежными группами NOFX, Mad Caddies и Die Ärzte. В настоящее время[когда?] у «Элизиума» насчитывается более 20 музыкальных релизов, включая восемь авторских студийных альбомов, сборник перезаписанных песен Greatest Hits и трибьют-альбом Cover Day. Последний студийный альбом, «Яды», вышел в 2017 году.
«Элизиум» играет в смешанном музыкальном стиле, основанном на панк-роке с элементами ска, регги, метала и других жанров. Сама группа использует для своего направления собственное название «космос-рок».

## История

### Начало
Бас-гитарист Дмитрий «Дракол» Кузнецов основал группу «Элизиум» в Нижнем Новгороде, куда он приехал учиться из Североморска. Начав своё творчество как хобби, Дмитрий лишь после получения двух высших образований — архитектурно-строительного и финансового — решил для себя, что желает посвятить дальнейшую жизнь не этим специальностям, а музыке.

Глупо потратить 10 лет жизни на учёбу в двух институтах. Для того, чтобы, получив дипломы, забыть о них раз и навсегда и посвятить себя рок-группе. Глупо, но, тем не менее, я счастлив, что поступил именно так. Вся наша жизнь, в конце концов, состоит из дурацких поступков, но это не означает, что они делают твою жизнь дурацкой.
— Дмитрий Кузнецов
Слово эли́зиум, которым была названа группа, происходит из древнегреческой мифологии и обозначает загробный мир для праведников, обитель вечного блаженства. Однако Дмитрий Кузнецов дал ей такое название без каких-либо особых мотивов, выбрав его из приблизительно тридцати других вариантов. В связи с этим, группа по сей день просит не задавать многократно повторяющийся вопрос о смысле её названия: «Ничего другого, ни более умного, ни кардинально отличного по поводу названия нашей группы мы сказать не можем». В первоначальный состав «Элизиума», помимо Кузнецова, входили Екатерина «Кэтиш» Зудина (гитара, вокал) и Алекс Репьёв (гитара, клавишные). Первые записи группы проходили в 1994 году, однако её официальным днём рождения музыканты считают 30 ноября 1995 года — в этот день «Элизиум» дал свой первый концерт, проведённый в нижегородском клубе «Манхэттэн».
Группа проводила первые репетиции на квартире, которую Дмитрий Кузнецов и Екатерина Зудина снимали в микрорайоне Щербинки. Летом 1996 года группа выпустила в продажу записанный на дому и самостоятельно изданный на аудиокассетах англоязычный демо-альбом ...My Self-control. Позже, осенью, «Элизиум» начал свою постоянную концертную деятельность, заработав популярность в Нижнем Новгороде и проведя в родном городе около пятидесяти выступлений за два года. В 1997 году музыканты дали свой первый концерт в Москве, в рамках фестиваля «Поколено 97»; их песня «Mon amour, ma vie» на французском языке была включена в посвящённый фестивалю музыкальный сборник. В этом же году к «Элизиуму» в качестве вокалистов присоединились Дмитрий Данилин и Александр Телехов. Юный Телехов на тот момент заканчивал 11-й класс и уже выступал с одной нижегородской группой в качестве гитариста и певца. На концерт «Элизиума» он попал благодаря Игорю Тарасову, пробовавшемуся туда же на роль барабанщика. Александр увлёкся молодой группой и влился в их коллектив, помогая участникам «Элизиума» с оборудованием для концертов и просто проводя с ними время. На одной из вечеринок с «Элизиумом» он был спьяну приглашён в состав Дмитрием Кузнецовым, после того как, также выпивший, стал исполнять под гитару песни групп Green Day, Nirvana и самого «Элизиума». Хотя приглашение носило шуточный характер и, по мнению участников «Элизиума», Телехов тогда ещё вообще не умел петь, они дали ему возможность развить себя, и впоследствии Александр стал основным вокалистом группы.
В октябре 1997 года «Элизиум» получил звание «Лучшей шоу-группы Нижнего Новгорода», выступив на фестивале «Знай наших» от радио «Европа Плюс», а также был награждён дипломом от Департамента культуры и искусства администрации Нижнего Новгорода. В 1998 году вышел дебютный студийный альбом группы под названием «Домой!».

### Смена состава и альбом «Все острова!»
После презентации дебютного альбома и празднования своего трёхлетия «Элизиум» стал активно выступать на сценах Москвы — ДК Горбунова, спорткомплексе «Олимпийский» и различных клубах столицы, не переставая давать концерты и в родном Нижнем Новгороде. За этот период группе довелось играть на одной сцене с такими исполнителями русского рока и панк-рока, как «Король и Шут», «НАИВ», «Ляпис Трубецкой», «Браво» и зарубежными коллективами Marky Ramone and the Intruders и J.M.K.E.. 26 мая 2000 года «Элизиум» провёл свой первый собственный панк-фестиваль в Нижнем Новгороде, где среди приглашённых коллективов выступили группы «НАИВ» и «Тараканы!».
Несмотря на возрастающий успех, к 2000 году часть раннего состава группы была вынуждена покинуть её, в связи с чем «Элизиум» временно приостановил свою деятельность с июля по декабрь месяц. Один из вокалистов, Дмитрий «Rotten» Данилин, окончил учёбу иностранным языкам в Нижнем Новгороде и уехал на постоянное место жительства в США, где продолжил аспирантуру. Другой вокалист, Екатерина «Кэтиш» Зудина, вышла замуж за второго гитариста «Элизиума» Дмитрия Калёнова и решила посвятить жизнь семье. Калёнов, в свою очередь, занялся собственным музыкальным проектом «Гуантанамера». В конце 2001 года по причине разногласий с другими участниками «Элизиума» из группы ушёл барабанщик Игорь Тарасов, играющий в ней с 1997 года. Замена Тарасову была найдена менее чем за месяц: новым барабанщиком стал Алексей Кузнецов из группы 7000$. Помимо него, в «Элизиум» вернулся трубач Александр Комаров, который начинал играть в группе ещё в 1998—1999 годах, после чего его забрали в армию.
Считается, что в 2001 году к «Элизиуму» пришёл первый настоящий успех: новые песни с будущего второго альбома группы — «Три белых коня», «Острова», «Не грусти!» — появились в эфире «Нашего радио», известного как основная российская радиостанция, продвигающая отечественных рок-исполнителей. Песня «Три белых коня» (кавер-версия песни из фильма «Чародеи») более двух месяцев держалась в хит-параде «Чартова дюжина». В результате вышедший в 2002 году второй альбом «Элизиума» «Все острова!», значительно отличающийся от дебютного альбома «Домой!», обеспечил популярность группе по всей стране и сделал её одним из основных исполнителей российской панк-рок сцены. С презентацией нового альбома «Элизиум» отправился в свой первый концертный тур, выступив в городах центральной России — Санкт-Петербурге, Москве, Твери, Ярославле и Нижнем Новгороде — вместе с группами «Тараканы!», Sobut и «Приключения Электроников». Летом этого же года «Элизиум» сыграл на одном из крупнейших российских рок-фестивалей «Нашествие» и главном фестивале Санкт-Петербурга «Окна открой!».

### Участие Ксении Сидориной

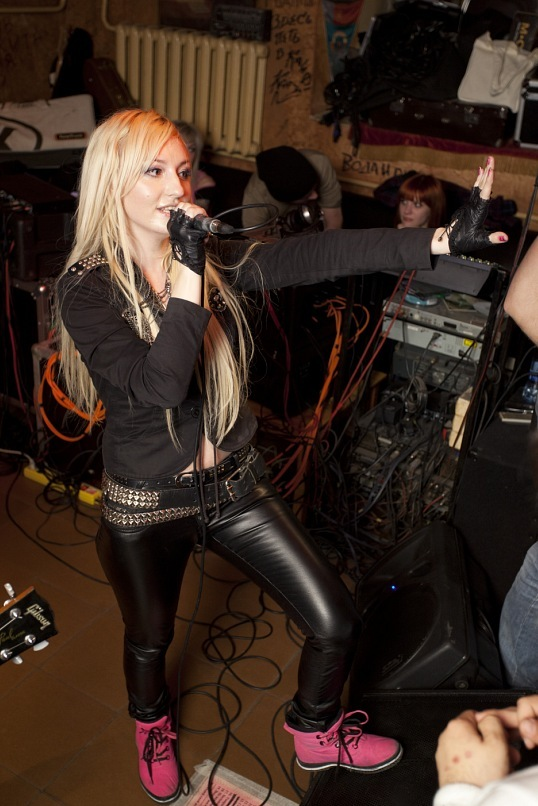
Ксения Сидорина

Осенью 2002 года к «Элизиуму» в качестве бэк-вокалистки присоединилась Ксения Сидорина, певшая в нижегородской группе LADY-F и уже выступавшая вместе с «Элизиумом» на фестивале «Нашествие». Впервые Дмитрий Кузнецов пригласил Сидорину в группу весной, увидев её на выступлении LADY-F на одном из рок-фестивалей. «Он позвонил мне и как-то неловко, но с пафосом приглашал на место бэк-вокалистки в „Элизиум“, при этом требуя, чтобы я полностью прекратила свою сольную деятельность в LADY-F — я, естественно, отказалась! Но, спустя неделю, он позвонил снова и пригласил, но на более мягких условиях… так я оказалась в „Элизиуме“» (Ксения Сидорина).
Поскольку Сидорина была главным образом лишь бэк-вокалисткой, для «Элизиума» не было необходимости в том, чтобы она присутствовала в составе на каждом выступлении группы. Это давало Ксении возможность параллельно заниматься собственными проектами, включая LADY-F. В студийных работах «Элизиума» девушка, наоборот, принимала активное участие. С вокалом Сидориной была записана и выпущена весной 2003 года третья студийная работа группы — альбом «Космос», ставший коммерчески ещё более успешным предыдущего альбома «Все острова!». После его выхода «Элизиум» отправился в свой второй концертный тур. Помимо «Космоса», Ксения выступала как участник «Элизиума» и на последующих студийных релизах группы, вышедших в 2004 году. Весной «Элизиум» в честь своего восьмилетия выпустил первый официальный сборник «Рок-планета!», в котором, помимо избранных лучших песен, изрядную часть составил новый студийный материал. Осенью вышел записанный ещё в прошлом году альбом-сплит «Электричка на Марс», где «Элизиум» исполнил шесть кавер-версий песен группы «Ульи».
В 2004 году из «Элизиума» ушли двое участников — тромбонист Сергей Тремасов и гитарист Сергей Сухонин, который вместе с Дмитрием Кузнецовым также писал тексты песен группы. В отличие от тромбониста, Сухонин выбыл в связи с плохими отношениями в коллективе, но стал участником группы «Лампасы», образованной экс-барабанщиком «Элизиума» Игорем Тарасовым. В свою очередь, прежний гитарист «Лампасов» (ранее — групп The Ventilators и «Паразиты») Кирилл Крылов перешёл в состав «Элизиума».
В июне 2004 года в Москве «Элизиум» провёл собственный рок-фестиваль «Панк-романтика», впоследствии ставший ежегодным. 24 июля группа выступила на одном из главных рок-фестивалей страны — «Крылья», проведённом в московском стадионе «Лужники».

### Четвёртый альбом и участие Риммы Черникевич
Весной 2005 года, когда Ксения Сидорина ещё находилась в составе «Элизиума», музыканты предлагали место бэк-вокалистки девушке Юлии из московской группы Private Radio, однако из-за нежелания покидать собственный коллектив и общей занятости та отказалась. После ухода Риммы Черникевич в «Элизиуме» на больших концертах в качестве бэк-вокалистки выступала Анна Куликова, участница проектов «КуБа», Stub и Timbero; один из концертов с её участием был записан для альбома «Радуга Live». В то же время, Дмитрий Кузнецов неоднократно заявлял, что участникам «Элизиума» трудно найти женский вокал, подходящий для их группы.
Весной 2005 года «Элизиум» закончил запись нового студийного альбома. Отыграв концерты в апреле и мае, музыканты решили провести лето вне группы. Одновременно с этим бэк-вокалистка Ксения Сидорина вышла из состава «Элизиума». По общему мнению её и остальных участников, к этому времени Сидорина далеко продвинулась в собственных сольных проектах, и участие в «Элизиуме» не могло позволить ей развиваться дальше. Впоследствии она появлялась на сцене вместе с группой в качестве приглашённого гостя, а также ещё до ухода приняла участие в записи многих песен из нового альбома. Альбом «На окраинах Вселенной», который группа назвала своей самой серьёзной работой, вышел осенью 2005 года и значительно отличался от предыдущих работ группы: по сравнению с романтическим настроем альбомов «Все острова!» и «Космос», большинство песен «На окраинах Вселенной» объединяла лирическая, мрачная тематика. «Альбом „На окраинах Вселенной“ и, во многом, смена музыкальных приоритетов — естественное развитие, я сказал бы, естественный процесс взросления группы. Правда, совершенно не факт, что вы услышите ещё один подобный альбом от „Элизиума“» (Дмитрий Кузнецов).
Этой же осенью «Элизиум» нашёл себе новую бэк-вокалистку: место Ксении Сидориной заняла Римма Черникевич, приехавшая в Москву из Курска. В Курске Черникевич уже в 14 лет серьёзно занималась рок-музыкой, предпочитая её учёбе в фармацевтическом колледже, и успела перебывать участницей нескольких коллективов. Девушка понравилась «Элизиуму» при первом же прослушивании: «По сравнению с ней все наши предыдущие вокалистки не пели вообще. Когда мы услышали Римму, были в лёгком таком шоке. И сразу после одной восьмичасовой репетиции мы вытащили её на концерт-презентацию в „Точке“». После участия в ряде выступлений Черникевич была принята в состав, и уже в составе «Элизиума» появилась на концерте, посвящённом десятилетию группы. Принять участие в концерте были также приглашены бывшие участники «Элизиума» — вокалист Дмитрий Данилин, гитаристы Алекс Репьёв и Сергей Сухонин и тромбонист Сергей Тремасов.
Участие Риммы Черникевич в «Элизиуме», однако, длилось меньше года; с её вокалом было выпущено лишь две студийные записи — песня «Эх, дороги...», появившаяся на сборнике «Мы победили!», и версия песни «Слёзы-зеркала» с заменой вокала Ксении Сидориной. Летом 2006 года Черникевич покинула группу, так как готовилась к поступлению в Российскую академию музыки имени Гнесиных, а позже уехала в Испанию. Дмитрий Кузнецов считал, что «Элизиум» лишился по-настоящему фантастической певицы.

### Социальные проблемы в песнях
В 2007 году «Элизиум» стал первой российской группой, выступившей на одной сцене с калифорнийским панк-коллективом NOFX, одним из её любимых исполнителей. На концертах в конце августа в питерском клубе «Порт» и московском «Б1 Maximum» «Элизиум» играл на разогреве у NOFX на пару с другой американской командой Mad Caddies.
2007 год стал для «Элизиума» началом нового творческого периода. Изменив музыкальный стиль и тексты песен ещё больше, чем с альбомом «На окраинах Вселенной», группа посвятила своё творчество теме социальных проблем. Впервые группа проявила себя в этом, исполнив на концерте песню «Сколько стоишь ты?», а осенью «Элизиум» выпустил макси-сингл «Дети-мишени/Дети-убийцы» с пятью новыми композициями, связанными с проблемами общественной нравственности, войны и экологии. В 2008 году группа также выпустила интернет-сингл «Diane», кавер-версию песни группы Therapy?, связанную с темой изнасилования.

…В творчестве любого коллектива наступает такой момент, когда группе становится интересно взглянуть на своё творчество немного с другого ракурса. И у кого как это происходит: кто-то, играя ранее жёсткую музыку, переходит на более позитивную волну, кто-то — наоборот. <…> Вот есть аудитория, которая нас слушает, и мы можем говорить ей о таких проблемах, как расовые предрассудки, коррупция в политике, экология. <…> Мы достаточно долгое время развлекаем и веселим народ своим позитивом и будем это делать, но сейчас хотим перескочить на более высокий уровень, на более серьёзную волну. Хочется быть чуть более политичными, говорить честно, открыто. <…> Я думаю, что мы просто повзрослели.
— Кирилл Крылов, гитарист группы с 2004 года
В 2008 году к «Элизиуму» присоединился новый музыкант — виолончелист Егор Баранов, ещё будучи подростком посещавший ранние концерты группы и недавно уже выступавший как сессионный музыкант «Элизиума», принимая участие в записи альбома «На окраинах Вселенной» и макси-сингла «Дети-мишени/Дети-убийцы». В апреле вышло официальное DVD «Мир — а не война!» с первым профессиональным видео «Элизиума», записанном на праздновании 12-летия группы в 2007 году в клубе «Б1 Maximum». 17 мая в московском клубе «Апельсин» «Элизиум» отыграл совместный концерт с одним из своих самых любимых и почитаемых музыкальных коллективов — немецкой панк-рок-группой Die Ärzte; для зарубежной команды это было первым выступлением в России.
Новое направление в творчестве «Элизиума», взятое на макси-сингле «Дети-мишени/Дети-убийцы», получило развитие в виде очередного студийного альбома 13, вышедшего в 2008 году в честь 13-летия группы. Альбом 13 стал итоговой работой группы в этом направлении — следующий номерной альбом «Элизиума» «Зло умрёт» был уже возвращением к традиционному стилю группы, но, тем не менее, содержал ещё одну, одноимённую песню на тему социальных проблем. После выпуска альбома 13, 25 ноября, группа начала свой новый концертный тур, продлившийся по февраль 2009 года.

### Уход Комарова и тур по США
Летом 2010 года «Элизиум» покинул трубач Александр Комаров, игравший в группе с 1998 года (не считая временного ухода из-за армии). Прецедент тому, что Комаров уходит из коллектива, произошёл в мае. Как рассказывает вокалист Александр Телехов, во время поездки группы на концерт в город Пермь Комаров, будучи вместе с другими участниками сильно пьяный, заявил, что уходит из «Элизиума». Несмотря на то, что друзья пытались удержать его, Александр сошёл с поезда и двинулся в лес. Однако на следующее утро он позвонил им, извинившись и попросив принять его обратно, после чего остался ждать поезда в Екатеринбурге. 4 и 5 июня Комаров вновь отсутствовал на концертах группы, а 6 числа было официально объявлено, что Александр покинул «Элизиум». По словам музыкантов «Элизиума» и самого Комарова, ему стало тяжело работать в группе, в частности — из-за семейных дел и участия в губернском оркестре.
Как за духовую секцию группы, за Комарова временно играл саксофонист «Элизиума» Альберт Родин — изначально сессионный музыкант, бывший участник группы 7000$, который пришёл в «Элизиум» весной 2010 года и которого Александр сам посчитал отличной заменой себе. Однако без трубача в составе группа обойтись не могла, и на место Комарова был принят новый участник Дмитрий Сотников.
В сентябре 2010 года состоялся интернет-релиз альбома «Элизиума» Greatest Hits, запись которого началась ещё с 2009 года, — сборник новых и акустических версий уже существующих песен группы. После презентации сборника группа, заручившись материалом с него, отправилась в свой первый тур в США. Гастроли «Элизиума» за границей длились около трёх недель, в течение которых группа выступила в городах Бостоне, Вашингтоне, Чикаго, Финиксе, Остине, Лос-Анджелесе, Сан-Франциско и Сиэтле. После возвращения в Россию «Элизиум», отыграв концерты в родном Нижнем Новгороде, занялась работой над своим новым авторским студийным альбомом.

### «Зло умрёт» и политические протесты
В конце февраля 2011 года группа отправилась в большое турне по Украине, дав концерты в Киеве, Харькове, Днепропетровске, Донецке, Запорожье, Одессе и Симферополе, и выпустив в честь этого макси-сингл «Найкращi співанки» с версиями своих песен на украинском языке. В сентябре 2011 года вышел новый альбом «Зло умрёт», который группа охарактеризовала как работу в традиционной стилистике «Элизиума», «возвращение к корням». В октябре «Элизиум» дал большие сольные концерты в Москве и Санкт-Петербурге, а в ноябре вновь сыграл в Киеве, где уже выступал во время украинского тура в начале года. 2 декабря 2011 года группа «Элизиум» отпраздновала своё 16-летие, дав большой сольный концерт в московском клубе «P!pl». Выступление группы проходило в так называемом «золотом составе»: в качестве приглашённых гостей вместе с «Элизиумом» выступили одни из его самых известных бывших участников — трубач Александр Комаров и бэк-вокалистка Ксения Сидорина.
Отойдя от темы социальных проблем в студийных работах, «Элизиум» не переставал активно возвращаться к ней на сцене. В частности, это связано с тем, что участники группы являются ярыми противниками путинского режима в России. Ещё во время презентации альбома «Зло умрёт» в 2011 году группа в лице Дмитрия Кузнецова обратилась к фанатам с напоминанием о грядущих весенних президентских выборах и призывом голосовать за любую партию против «Единой России». Один из председателей политической «Партии народной свободы» Илья Яшин отметил в своём личном блоге, что полторы тысячи фанатов «Элизиума» встретили эти слова восторженным рёвом и аплодисментами. Сам же Яшин высказал:
Вы знаете: я не сторонник идеи голосования за любую партию против «Единой России». Мне ближе идея голосовать против всех, то есть, портить бюллетени. Но я много раз говорил: это стилистические разногласия. Объединяет нас гораздо больше: все мы (как верно подметил Кузнецов) хотим выкинуть этих обнаглевших чертей из Кремля. Поэтому — моё уважение настоящим музыкантам, которые не шакалят на селигерах и едросовских корпоративах, а делают настоящий живой рок.
5 марта 2012 года, спустя день после выборов, «Элизиум» выразил поддержку в честь протеста против их фальсификации. В дополнение протесту против Путина, «Элизиум» записал новую песню «Злое сердце», приуроченную к массовым беспорядкам, произошедшим 6 мая 2012 года на Болотной площади. Песня была выпущена в виде интернет-сингла ровно через год после этих событий.
Музыканты «Элизиума» не обошли вниманием широко известное дело с феминистской панк-рок-группой Pussy Riot. В феврале 2012 года участницы этой группы были арестованы за несанкционированные выступления в Богоявленском соборе в Елохове и Храме Христа Спасителя. Pussy Riot исполнили песню «Богородица, Путина прогони!», которой раскритиковали коррумпированность Московского патриархата Владимиром Путиным, а также ущемление прав ЛГБТ-сообществ и преследование идей феминизма со стороны Русской церкви. Участниц группы привлекли по статье за хулиганство, предусматривающей лишение свободы на срок до 7 лет, и «Элизиум», присоединившись к акции протеста в защиту Pussy Riot, охарактеризовали эти обвинения как несправедливое уголовное преследование за художественные, музыкальные и политические высказывания. В поддержку арестованной группе на концерте 13 апреля 2012 года музыканты «Элизиума» исполнили свою антирелигиозную песню «И рассыплется в пыль», одевшись в разноцветные маски с прорезями — подражая аналогичным выступлениям участниц Pussy Riot. Этот акт поддержки был холодно воспринят православным байкерским клубом «Ночные Волки», под эгидой которых было запланировано участие «Элизиума» на майском фестивале Bike Weekend: «Ночные Волки» запретили группе выступать, обвинив её в противостоянии Русской церкви.

### Трибьюты и кавер-версии
На протяжении 2012-го и 2013-го годов «Элизиум» разнообразил свои концерты необычными музыкальными сетами, исполняя попурри из различных хитов диско 80-х годов, среди которых звучали песни групп Boney M., Modern Talking, Bad Boys Blue, Baccara, ABBA, Eruption, Ottawan и других.
Предложение Дмитрия Кузнецова организовать такие выступления, названные «Disco `80», сперва вызвали у других участников группы недоумение. Публика, однако, встретила эти музыкальные сеты положительными отзывами. Сами музыканты признались, что им тяжело даётся исполнять такие песни в рок-обработке: «Это вам не три аккорда панк-рока».
После выхода альбома «Зло умрёт» музыкальная деятельность «Элизиума» была во многом связана с кавер-версиями песен иных исполнителей. В сентябре 2012 года группа выпустила макси-сингл «Cover Day» с шестью композициями, которые были запланированы для будущего полноценного трибьют-альбома, где музыканты сыграли любимые песни различных зарубежных рок-исполнителей. В конце сентября также вышел альбом «A Tribute to „Элизиум“» — сборник песен «Элизиума», исполненных разными отечественными группами. 30 ноября «Элизиум» отметил своё 17-летие в московском клубе «Milk»; в честь этого события на сцене вновь появились бывшие участники группы, Александр Комаров и Ксения Сидорина, исполнившая песню «Дождь».
Являясь большими поклонниками американского рок-исполнителя Игги Попа, участники «Элизиума» выпустили 6 февраля 2013 года кавер-версию на его песню «The Passenger». На решение сделать кавер повлияли слушатели «Элизиума», которые отмечали некоторую схожесть между песней «Зло умрёт» с последнего альбома и песней Игги Попа. «Элизиум» решил ответить им, целенаправленно перепев «The Passenger» таким образом, чтобы она напоминала звучанием песню «Зло умрёт». Музыканты не стали заниматься переводом песни на русский, так как, по их мнению, подобные предыдущие попытки у других отечественных исполнителей оказались неудачными; в результате песня была исполнена «Элизиумом» на оригинальном английском языке.
Весной 2013 года «Элизиум» провёл два концерта, посвящённых знаменательной дате — 10-летию альбома «Космос». Третий студийный альбом группы, «Космос» был выпущен в 2003 году и до сих пор считается фанатами лучшим альбомом «Элизиума». В ходе концертных выступлений, прошедших 18 и 19 апреля в клубах «Аврора» (Санкт-Петербург) и «P!pl» (Москва), группа исполнила все песни «Космоса» от начала до конца, чего не было даже на презентации этого альбома в 2003 году. Репертуар концерта отличался так же в том, что песни «Космоса» были сыграны в их оригинальном звучании 2003 года (в настоящее время «Элизиум» исполняет некоторые песни этого альбома в ином стиле).
Осенью 2013 года напомнил о себе готовящийся релиз полноценного трибьют-альбома Cover Day, в преддверии которого год назад был выпущен одноимённый макси-сингл. «Элизиум» активно исполнял его песни на концертах и выкладывал готовый студийный материал на своём официальном сайте. На одном из осенних концертов «Элизиум» исполнил не связанную с трибьютом кавер-версию песни «Дурак и молния» группы «Король и Шут», почтив память её ушедшего из жизни лидера Михаила Горшенёва. Между тем, самому «Элизиуму» в 2013 году исполнилось уже 18 лет. Как символическую дату, группа отпраздновала своё «Совершеннолетие» новым концертным туром, начиная с 3 ноября. Заключительный концерт «Совершеннолетия» прошёл 15 декабря в столичном клубе «Arena Moscow». Как и в прошлые дни рождения группы, к выступлению «Элизиума» присоединились его бывшие участники; на этот раз, помимо Александра Комарова и Ксении Сидориной, на сцене появился один из самых ранних исполнителей группы — гитарист и первый вокалист «Элизиума» Александр Репьев. Помимо экс-музыкантов, вместе с участниками «Элизиума» выступили их друзья из других групп: Владимир Родионов («Ульи»), Вячеслав Бирюков и Сергей Байбаков (Distemper), Дмитрий Спирин («Тараканы!»), Дмитрий Кежватов (Spitfire). Незадолго до этого концерта, 13 декабря, «Элизиум», наконец, выпустил свой трибьют-альбом Cover Day, включающий в себя тринадцать кавер-версий песен зарубежных групп, исполненных «Элизиумом» на русском, а также на оригинальных языках.
В конце года «Элизиум» презентовал в хит-параде «Чартова дюжина» песню «Когда мы были младше», которую планировалось включить в будущий новый студийный альбом группы.

### «Снегири и драконы»
8 февраля 2014 года «Элизиум» вновь выступил на сцене вместе с зарубежным исполнителем, в этот раз на петербургском концерте группы The Locos — проекта шоумена Pipi из испанского коллектива Ska-P.
Во второй половине февраля «Элизиум» объявил о готовности материала для записи нового, седьмого студийного альбома. Одна из песен нового альбома, «Когда мы были младше», уже появилась в сети в конце 2013 года. Что же касается остального материала, то «Элизиум» предложил своим фанатам ускорить процесс производства альбома, предоставив им возможность оказать финансовую поддержку группе через краудфандинг-сайт Planeta.ru. Седьмой альбом под названием «Снегири и драконы» был выпущен 18 сентября 2014 года, а все поддержавшие проект получили от «Элизиума» различные поощрения за помощь в его реализации. В поддержку нового альбома «Элизиум» организовала концертный тур с 14 по 28 ноября, проходящий по городам Ярославль, Владимир, Ижевск, Екатеринбург, Челябинск, Курган, Тюмень, Киров и Нижний Новгород.
26 декабря 2014 года группа «Элизиум» выпустила новогодний сингл — кавер-версию песни «Представь себе» из фильма «Чародеи».

### «Яды»
В середине апреля 2015 года группу покинул гитарист Кирилл Крылов, игравший в составе с 2004 года. Несколько дней спустя на замену Крылову встал Антон Киселёв — лидер и вокалист нижегородской группы Lunapark.
28 сентября 2016 года «Элизиум» выпустил макси-сингл «Не верю» к своему будущему номерному альбому. Следующий сингл «Старая школа» стал доступен для свободной загрузки с официального сайта группы 3 октября 2017 года. Третий сингл «1905» был выпущен 11 октября. Сам восьмой номерной альбом под названием «Яды» был выпущен 20 октября 2017 года.

## Другие проекты участников группы

### Элизиум Family
Различными участниками «Элизиума» было образовано несколько дочерних групп и сольных проектов, которые «Элизиум» объединяет в собственное сообщество под названием «Элизиум Family» (англ. family — «семейство»). Сам «Элизиум», по мере возможности, помогал этим группам развиваться. Первым из таких сторонних проектов была панк-рок-группа «Гуантанамера», основанная в 2000 году покинувшим «Элизиум» гитаристом Дмитрием Калёновым. В этом проекте также принимала участие его супруга Екатерина Зудина, одна из первых участников «Элизиума». В 2001—2002 годах в «Элизиуме» участвовал бэк-вокалист Юрий Девятов, который после ухода из группы полностью уделил время собственному поп-панк проекту «Каникулы».
В 2002 году барабанщик Игорь Тарасов, ушедший из «Элизиума» годом ранее, основал группу «Лампасы», играющую в смешанных жанрах регги, ска-панка и панк-рока. Позже, в его группу также перешёл гитарист «Элизиума» Сергей Сухонин; одновременно с этим, в «Элизиуме» стал играть гитарист «Лампасов» Кирилл Крылов. Именно с группой «Лампасы» лидер «Элизиума» Дмитрий Кузнецов предложил сделать внутренний лейбл «Элизиум Family», под которым был выпущен дебютный альбом с песнями проекта — сплит «LADY-F/Лампасы». В 2005 с лейблом «Элизиум Family» вышел новый, уже полноценный альбом «Лампасов» «Нам нужны моря и океаны». Обе работы проекта были созданы не без участия музыкантов «Элизиума»; кроме того, многие песни, которые группа не считала подходящими для своего творчества, были реализованы на альбомах «Лампасов». Последующие работы проекта выходили уже без приписки «Элизиум Family», так как его участники решили развиваться самостоятельно.
Бывшая бэк-вокалистка «Элизиума» Ксения Сидорина на момент прихода в группу уже являлась участницей нижегородского ансамбля LADY-F (ранее — «Леди-Фрэди»). Как и в случае с «Лампасами», этот проект дебютировал на выпущенном «Элизиумом» сплите «LADY-F/Лампасы». В 2004 году у Сидориной возникла идея создать подчёркнуто «женскую» панк-рок-группу, вследствие чего появился ещё один её проект под названием «Помада». Этот проект, однако, просуществовал недолго, и вместе с группой LADY-F распался в 2004 году. В этом же году Ксения вместе с московскими музыкантами организовала новую группу «Блондинка КсЮ» и записала её дебютный альбом, куда внесла материал со своих прошлых проектов. После участия в записи нового альбома «Элизиума», Ксения покинула группу для полноценного развития своей сольной карьеры в «Блондинке КсЮ».

### Отношения с другими исполнителями
«Элизиум» поддерживает дружеские отношения со многими исполнителями российской рок-сцены. У многих участников «Элизиума» одним из любимых отечественных исполнителей являлась группа «Ульи»; в 2004 году обе группы даже выпустили совместный альбом «Электричка на Марс», в котором исполнили по шесть песен друг друга. У «Элизиума» очень хорошие отношения с белорусской группой «Ляпис Трубецкой», с которой они познакомились в 1999 году во время совместного выступления в Нижнем Новгороде, найдя общие интересы в музыке. Основатель и вокалист «Ляписа Трубецкого» Сергей Михалок принимал участие в записи альбомов «Элизиума» «На окраинах Вселенной» и «Зло умрёт». Группа оказывала поддержку в развитии и реализации творчества московской команды «ФИГИ», давая ей возможность совместно выступать на концертах. Лидер «Элизиума» Дмитрий Кузнецов считает своим большим другом вокалиста группы «Тараканы!» Дмитрия Спирина, которому он помогал организовывать концерты в Нижнем Новгороде. Кузнецов упоминал, что положительные впечатления у музыкантов «Элизиума» оставляют группы Ber-Linn и «Праздник».

## Запрет на вывод картинки с Навальным
- 3 апреля 2021 года руководство московского клуба Главclub запретило музыкантам группы «Элизиум» выводить на экран картинку «Свободу политзаключённым» с фото Алексея Навального во время исполнения песни «Привет, это Навальный»[114][115][116].

## Стиль музыки и тематика текстов
Музыкальный жанр, в котором играет «Элизиум», не имеет чёткого определения и является смесью нескольких направлений. По словам критиков и самой группы, основу музыки «Элизиума» составляет панк-рок с элементами многих других жанров, в частности таких как ска, регги, метал, джаз, а также сёрф-рок, кантри, советская эстрадная музыка. Часто стиль «Элизиума» относят к ска-панку, что группа категорически отрицает, заявляя, что они играли ска-панк только в 1999—2001 годах. Сами музыканты дали своему музыкальному стилю индивидуальное имя — космос-рок (иногда называя его романтик-рок).
В нашей музыке намешано столько разных стилей, что определения такого музыкального стиля не существует. Мы назвали его «космос-роком», потому что космос — наша религия. Космос для нас — это синоним слова «свобода».Дмитрий Кузнецов
Основным автором музыки и текстов песен «Элизиума» является Дмитрий Кузнецов; ранее вместе с ним тексты писали бывшие гитаристы Сергей Сухонин и Кирилл Крылов. Кроме того, значительная часть хитов группы («Мой самоконтроль», «Острова», «Оставайся», «Скучно», «Ярко горят», «Не моя любовь») написана нижегородским поэтом Михаилом «Майклом» Макарычевым. Традиционно сложившееся содержание песен группы, в основном, несёт в себе романтический, мечтательный настрой: это темы любви, человеческих взаимоотношений, пацифизма, желания уйти от проблем и обыденности жизни; песни о лете, романтике тёплых стран и дальних путешествий, очень часто связанных с космической тематикой. Некоторые альбомы, которые выпускала группа, отличались от их обычного звучания. Альбом «На окраинах Вселенной» включал в себя песни с более личностным, лирическим содержанием, мрачными мелодиями с исключёнными элементами ска-панка и добавлением смычковых инструментов. Необычные для творчества «Элизиума» макси-сингл «Дети-мишени/Дети-убийцы» и альбом 13 отличались песнями, посвящёнными вопросам социальных проблем, более тяжёлой и резкой музыкой и агрессивной манерой пения вокалиста. Группа также видит мало общего между своим сегодняшним творчеством и звучанием дебютного альбома «Домой!», выпущенного в 1998 году.

## Состав группы

### Текущий состав
- Дмитрий «Дракол» Кузнецов — бас-гитара (с 1995)
- Александр «Пропеллер» Телехов — вокал, акустическая гитара (с 1997)
- Егор Баранов — виолончель, клавишные, бэк-вокал (с 2008)
- Максим Бурмаков — барабаны, перкуссия (с 2015)[126]
- Антон Причинок — труба (с 2021)[2]
- Александр Легасов — гитара (2016—2022, 2023, 2024)[127][128]

### Бывшие участники
- Александр «Алекс» Репьёв — гитара, клавишные, вокал (1995—1996)
- Екатерина «Кэтиш» Зудина — гитара, вокал (1995—1999)
- Дмитрий «Rotten» Данилин — вокал (1995—2000)
- Михаил «Вера» Дурыничев — ударные (1995—1997)[129]
- Игорь Тарасов — ударные (1997—2001)
- Сергей «Глаза» Сухонин — гитара (1998—2004)[21][130]
- Александр «Комар» Комаров — труба (1998—2010)
- Дмитрий Калёнов — гитара (1999—2000)
- Андрей Крупинов — труба (1999—2000)[131]
- Максим Головин † — тромбон (1999—2000)[131] (умер 4 октября 2021)
- Сергей Тремасов — тромбон (2001—2004)
- Юрий Девятов — бэк-вокал (2001—2002)
- Ксения «КсЮ» Сидорина — бэк-вокал (2002—2005)
- Кирилл «Кира» Крылов — гитара (2004—2015)
- Римма Черникевич — бэк-вокал (2005—2006)
- Альберт Родин — саксофон (2010)
- Дмитрий «Boeing!» Сотников — труба (2010—2015)[132]
- Алексей «Младшой» Кузнецов — барабаны, перкуссия (2001—2015)[126]
- Антон Киселёв — гитара (2015—2016)[127][133]
- Тимофей Осетров — труба (2015—2021)[2][134]
- Сергей Данилов — электрогитара (2022—2023)

## Дискография
- «Домой!» (1998)
- «Все острова!» (2002)
- «Космос» (2003)
- «На окраинах Вселенной» (2005)
- «13» (2008)
- «Зло умрёт» (2011)
- «Снегири и драконы» (2014)
- «Яды» (2017)